# 楊慶順
楊慶順（1938年—2006年10月6日），日治臺灣臺北市加蚋庄人，著名幫派份子，綽號「加蚋慶」、「雙刀慶」、「地下農委會主委」，是萬華角頭，以開設賭場起家，被人稱為「賭場教父」。發跡於1950年代，在萬華中央市場形成角頭勢力，因為他出生的地方，古代稱為加蚋仔庄，其幫派便被稱為「加蚋仔」等。2006年，因為賭場利益爭權糾紛，遭到綽號「阿力固」的外甥徐志新買兇槍殺身亡。而其賭場生意、房地產等被認為資產高達新台幣二十至三十億元。

## 生平
1938年，楊慶順出生於舊時加蚋庄的「楊祖厝」地區（現今萬華區寶興街一帶），父親是種筍菜農，年少時常跟隨父母叫賣蔬菜。1950年代，國小畢業的楊慶順跟隨胞兄在萬華區中央果菜市場賣菜，因經常看到家人被當地流氓收受保護費與欺負，憤而在一次談判中持兩把武士刀將流氓老大憨面獅砍成重傷與把小弟殺得落荒而逃一戰成名並被當地流氓拱為角頭老大後開始嶄露頭角，「雙刀慶」也開始與北部的各大角頭接觸。
1960年代，「加蚋慶」的勢力獨霸台灣最大蔬果配銷的萬華區中央市場地盤多年，甚至影響當時台灣的菜價漲跌。光是靠收蔬果大盤商及中央市場內攤商的保護費，以及控制菜價的漲跌，每天就有十萬元以上的收入，「地下農委會主委」這個綽號不脛而走，加上所經營之「麻雀」、「十八豆」、「黑粒仔」等賭場，每天輸贏超過千萬元，使得「加蚋慶」的聲名如日中天。
1960年，楊慶順被提報為流氓送移送管訓，在被押至小琉球途中，於屏東旅社鋸開鐵窗逃之夭夭，因此聲名大噪。楊慶順潛伏在三峽山區，被警方封山圍困。至9月29日楊慶順走投無路，出山投案。
而後楊慶順回到艋舺，以開設賭場為主要經濟來源。楊成立堂口的地方在萬華「加蚋庄」地區（昔日的雙園區，現今萬大路、東園街一帶），並於此地開始發跡，因此道上兄弟都稱呼他為「加蚋慶」。靠著經營賭場起家的楊慶順，年輕時經常帶人砸賭場，很快地區內因而幾乎都被他所經營的賭場所壟斷，勢力逐漸擴張。
1985年，楊慶順因案入監出獄後，結識了在賭場擔任會計的妻子吳麗珠「五粒珠」，並退居幕後將賭場事業交由「五粒珠」管理。「五粒珠」接掌賭場事業後，憑著她的海派作風，逐漸收攏了不少人心，並闖出名號。楊認為態勢穩定後，於是在1990年初，開始前進中國投資房地產。
2002年，爆出「五粒珠」與情婦爭風喫醋問題，賭場生意從妻子「五粒珠」轉移交棒由四位外甥「清廉」、「清海」、「清明」、「阿固力」等人分別掌理，楊則幕後掌權。但不久眾外甥對於利益分配不滿，率先由「清廉」與「阿固力」等人殺向舅舅楊慶順，造成內部鬥爭等暴力事件。警方一度介入調查，並將一干人等移送法辦。
2006年10月6日，因賭場利益糾紛問題，於板橋（今屬新北市）中山路巷口遭殺手黃福生槍殺。黃福生遭逮捕後，供出指使者為楊的外甥徐志新。
楊慶順於萬華出殯，風光下葬於石門鄉金華山墓園。
2011年，買兇殺人的外甥「阿固力」徐志新因被判處16年定讞。殺手黃福生因供出幕後主使者被減刑判處12年10月定讞。

## 死後爭議
楊慶順的妻子為吳麗珠，情婦名為洪玉玲。楊慶順在遭槍擊前，洪玉玲懷有身孕，他與在美國的吳麗珠正在進行離婚協議。兩人在楊慶順死後，互控對方買凶買死楊慶順，並爭奪其遺產。
2011年6月15日，經國稅局多次協調，其家屬繳清他死後遺留下的遺產稅、贈與稅等，共一億二千餘萬元。
2013年，元配吳麗珠主張，楊慶順死後，遺產由她及楊的5名子女共同繼承，楊慶順的剩餘財產總金額為新台幣6237萬多元，她請求楊的5名子女連帶給付她剩餘財產差額的半數。最高法院維持台灣高等法院二審認定，判楊的5名子女連帶給付吳女2494萬多元確定。